# Breviceps macrops
Breviceps macrops är en groddjursart som beskrevs av George Albert Boulenger 1907. Breviceps macrops ingår i släktet Breviceps och familjen Brevicipitidae. Inga underarter finns listade.
Arten förekommer i ett långsmalt område vid havet i nordvästra Sydafrika och sydvästra Namibia. Habitatet utgörs av sanddyner med låg växtlighet av buskar och suckulenter. Individerna vilar på dagen nergrävd i sanden och de letar på natten efter föda. Äggläggningen sker likaså i jordhålor.
Under historien var gruvdrift efter diamanter ett hot mot beståndet men verksamheten upphörde. Plantering av gräs för boskapsdjur och etablering av vägar är fortfarande ett hot. Året 2016 var oklart om populationen återhämtade sig tillräcklig från gruvdriften. IUCN kategoriserar arten globalt som nära hotad.